# Еммерінг (Еберсберг)
Еммерінг (нім. Emmering) — громада в Німеччині, розташована в землі Баварія. Підпорядковується адміністративному округу Верхня Баварія. Входить до складу району Еберсберг. Складова частина об'єднання громад Аслінг.
Площа — 17,22 км2. Населення становить 1486 ос. (станом на 31 грудня 2020).